# Schnitzer Motorsport
Schnitzer Motorsport és un equip d'automobilisme amb seu a Freilassing, Alemanya. Va ser fundat al 1967 pels germans Josef i Herbert Schnitzer, i ha competit principalment amb la marca d'automòbils BMW, normalment com a equip oficial. Schnitzer va disputar nombrosos campionats alemanys, europeus i mundials de turismes, gran turismes i sport prototips.